# Hitman (azienda)
La Hitman è stata un'azienda italiana di abbigliamento maschile, fondata nel 1956 da Nino Cerruti, con stabilimenti a Corsico e Gaggiano.
Nel periodo di massima attività arrivò a impiegare 350 addetti, producendo oltre 120.000 capi all'anno. Tra i suoi stilisti ha annoverato fino al 1970 anche Giorgio Armani.
L'azienda, caratterizzata da una produzione di alta qualità, nel 2001 è stata vittima di una crisi, generata da speculazioni finanziarie, che l'ha portata al fallimento nel 2005.
Dopo anni di lotte e vari tentativi andati a vuoto, nel luglio 2008 si arrivò alla formale acquisizione del ramo d'azienda da parte di Hitman Srl, società del Gruppo ATS di Salvatore Graniglia.
Tuttavia nel 2010 la trattativa per la convenzione relativa alla realizzazione di un nuovo stabilimento Hitman è stata annullata dai rappresentanti della società ATS.